# Euvola hancocki
Euvola hancocki is een tweekleppigensoort uit de familie van de Pectinidae. De wetenschappelijke naam van de soort is voor het eerst geldig gepubliceerd in 1959 door Grau.